# Mladotice
Mladotice (en allemand : Mlatz) est une commune du district de Plzeň-Nord, dans la région de Plzeň, en République tchèque. Sa population s'élevait à 600 habitants en 2022.

## Géographie
Mladotice se trouve à 6 km au nord-nord-ouest de Plasy, à 28 km au nord de Plzeň et à 78 km à l'ouest-sud-ouest de Prague.
La commune est limitée par Žihle au nord, par Potvorov et Kralovice à l'est, par Plasy au sud, et par Pláně, Štichovice et Manětín à l'ouest.

## Histoire
Le village est mentionné pour la première fois en 1115, lorsque le duc de Bohême Vladislav Ier en fait don à l'abbaye bénédictine de Kladruby.

## Patrimoine
La chapelle du Nom de Marie (1713) est une des plus petites et des plus raffinées des églises conçues par le grand architecte baroque tchèque Jan Blažej Santini-Aichel.

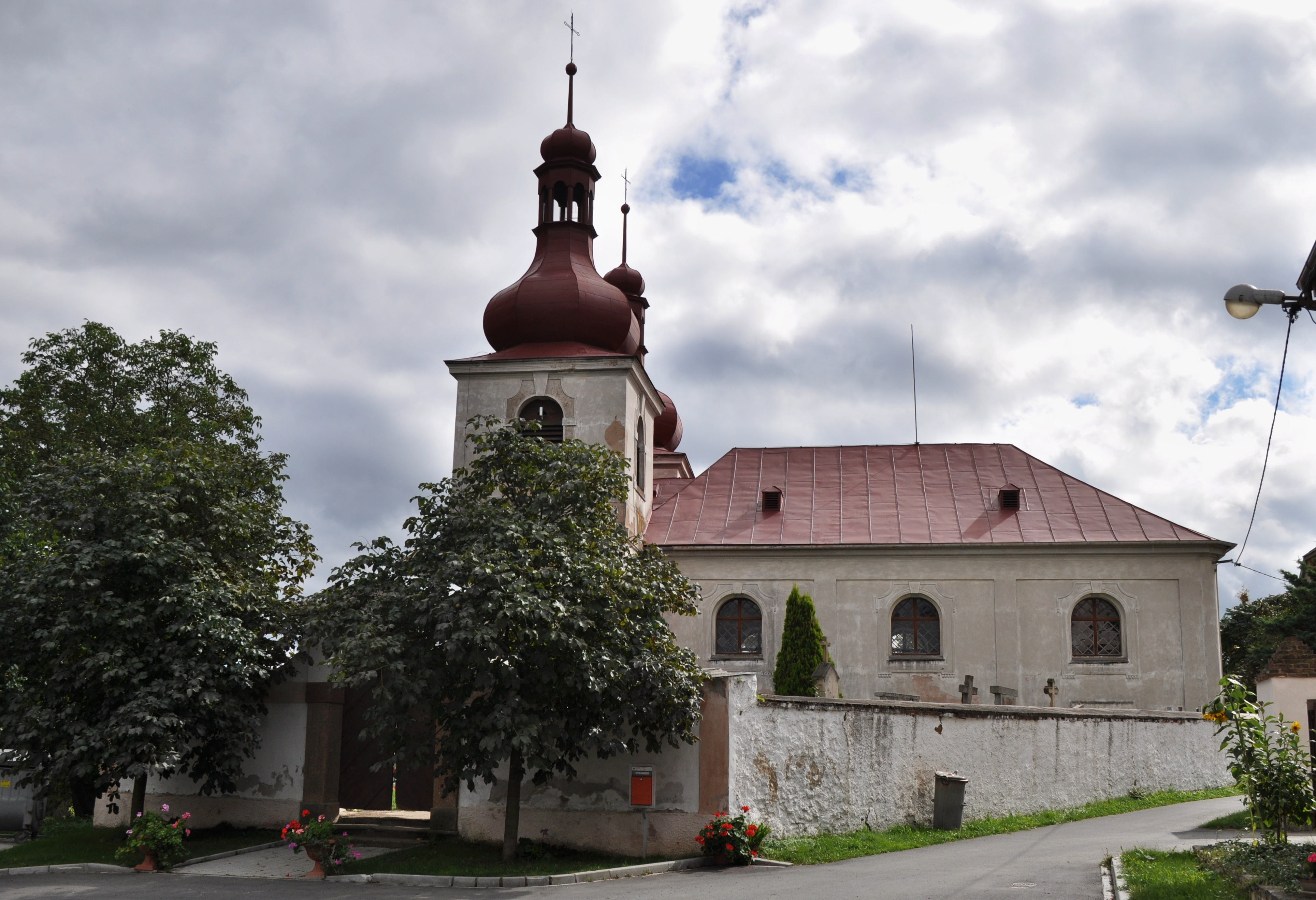
Église Saint-Martin à Strážiště.
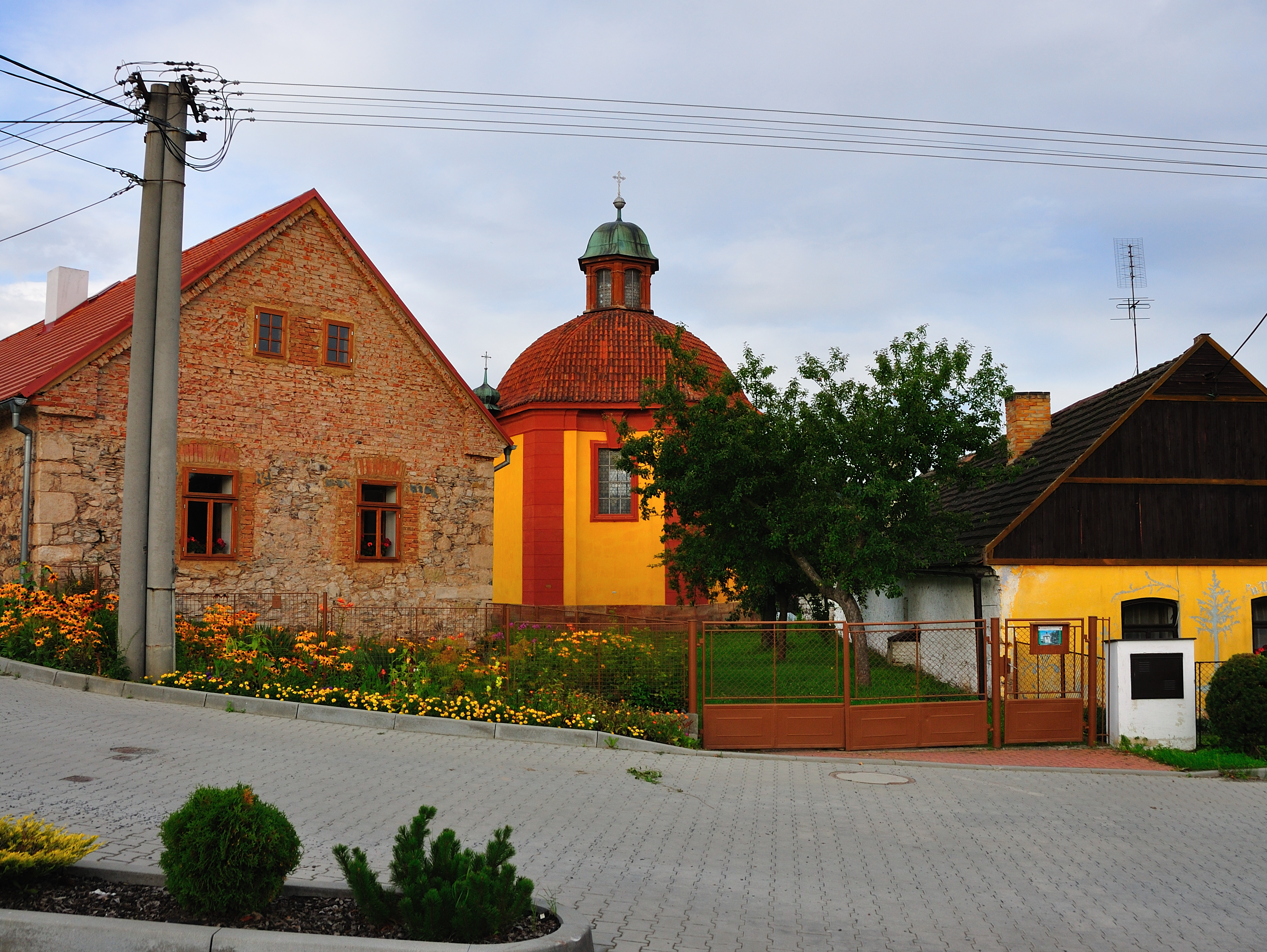
Chapelle Notre-Dame à Mladotice.

## Administration
La commune se compose de quatre sections :
- Černá Hať
- Chrášťovice
- Mladotice
- Strážiště

## Transports
Par la route, Mladotice se trouve à 10 km de Kralovice, à 34 km de Plzeň et à 97 km de Prague. 